# كلاب الصيد وابن آوى

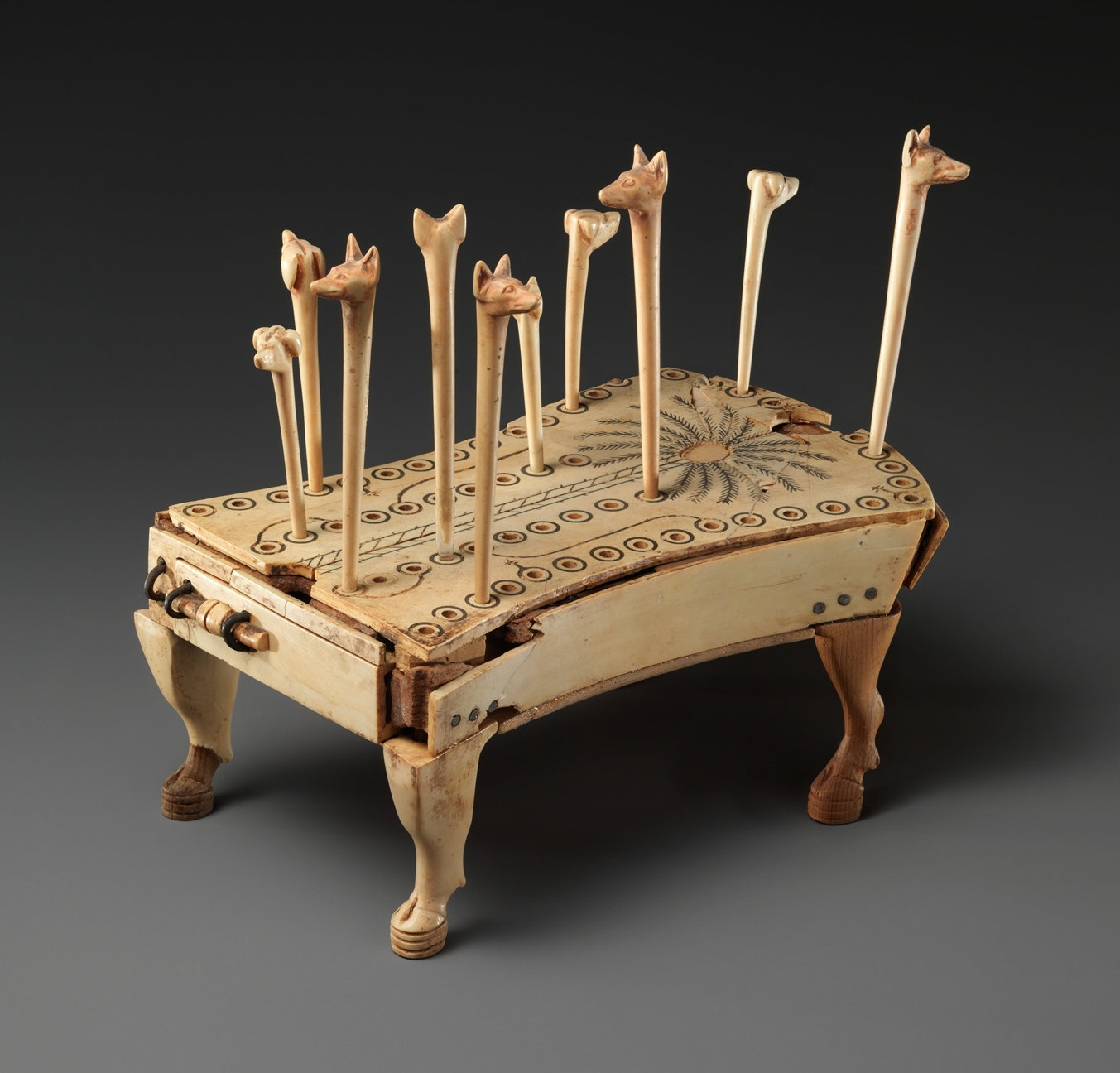
لوح من كلاب الصيد وابن آوى، من العاج، تم العثور عليه في طيبة، الأسرة الثانية عشر

كلاب الصيد وابن آوى هو الاسم الحديث الذي يطلق على لعبة مصرية قديمة معروفة من عدة أمثلة على لوحات الألعاب وقطع الألعاب الموجودة في الحفريات. تم اكتشاف اللعبة الحديثة من قبل هوارد كارتر، الذي وجد مجموعة ألعاب كاملة في مقبرة طيبة للملك المصري أمنمحات الرابع التي يعود تاريخها إلى الأسرة الثانية عشر. مجموعة الألعاب الأخيرة هي واحدة من أفضل الأمثلة المحفوظة وهي اليوم في متحف المتروبوليتان للفنون في نيويورك. أطلق عليها اسم «كلاب الصيد كونترا ابن آوى». اسم حديث آخر أقل استخدامًا هو «ثمانية وخمسون حفرة».
تحتوي لوحة الألعاب على مجموعتين من 29 فتحة. قطع الألعاب عبارة عن عشر عصي صغيرة مع رأس ابن آوى أو رأس كلاب. ظهرت اللعبة في مصر حوالي عام 2000 قبل الميلاد وكانت شائعة بشكل رئيسي في المملكة المصرية الوسطى. في فيلم الوصايا العشر عام 1956، ظهر الملك المصري سيتي (سيدريك هاردويك) ونفرتيتي (آن باكستر) يلعبان اللعبة.

## تاريخ

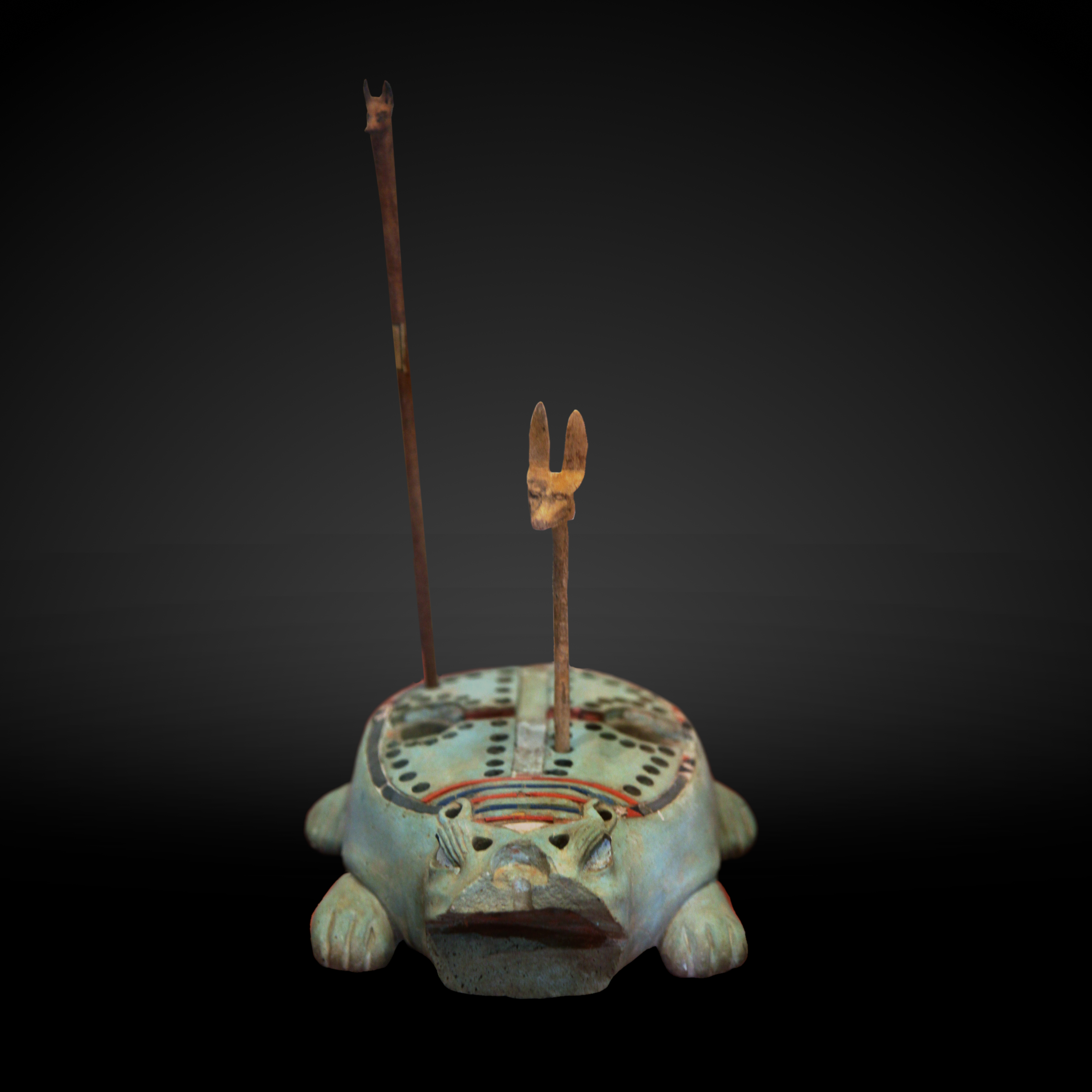
مجموعة كلاب الصيد وابن آوى.

كلاب الصيد وابن آوى، والمعروفة أيضًا باسم 58 حفرة، هي لعبة ألواح معروفة من العصر البرونزي تم اختراعها في مصر القديمة منذ 4000 عام.
اكتشف فلندرز بيتري اللعبة في البداية ونشر عنها في عام 1890. تم الكشف عن أكثر من 60 نموذجًا للعبة في مصر وبلاد ما بين النهرين وإسرائيل وسوريا وإيران وأذربيجان وحول بلاد الشام والبحر الأبيض المتوسط منذ ذلك الوقت.
تشير دراسة أجريت عام 2013 على 68 لوحة من جميع أنحاء الشرق الأدنى إلى أن اللعبة قد تم نقلها عبر العلاقات التجارية من مصر إلى وسط الأناضول حوالي عام 1950 قبل الميلاد، وتم نقلها لاحقًا عبر التجارة من هناك إلى بلاد ما بين النهرين. على النقيض من ذلك، تم نقل اللعبة عن طريق الفتح إلى النوبة حوالي عام 1980 قبل الميلاد، وعن طريق التجارة والفتح إلى بلاد الشام في تاريخ غير معروف حتى الآن.
كانت العصي مصنوعة من مواد باهظة الثمن مثل العاج والفضة والذهب بناءً على المكتشفات في بعض المواقع الأثرية. تم استخدام الخشب أيضًا في إعداد الأوتاد العادية، لكن مثل هذه الأمثلة لم تكن لتنجو.
المجموعة الكاملة لهذه اللعبة المصرية التي تم اكتشافها عام 1910 من قبل عالم الآثار البريطاني هوارد كارتر معروضة الآن في متحف متروبوليتان للفنون في نيويورك.

## الاسم
الاسم الأصلي لهذه اللعبة غير معروف. يستخدم علماء الآثار أسماء مختلفة.
أطلق كارتر على اللعبة اسم «كلاب الصيد وابن آوى» بسبب الأشكال الزخرفية للأوتاد - تم نحت دبابيس أحد اللاعبين على شكل كلاب صيد، بينما تم نحت دبابيس اللاعب المقابل على هيئة ابن آوى.
أطلق ويليام ماثيو فليندرز بيتري على اللعبة اسم 58 حفرة لأن لوحة اللعبة تحتوي على 58 حفرة (29 لكل جانب).
«شين» هو الاسم الأقل شيوعًا لهذه اللعبة؛ تم نقشها بالهيروغليفية المصرية حول الفتحة الكبيرة على بعض الألواح التي تم العثور عليها.
تسمى اللعبة أيضًا «لعبة شجرة النخيل» حيث تم استبدال بعض الثقوب بأشكال الأشجار.

## قواعد
تلعب اللعبة مع لاعبين. تحتوي لوحة الألعاب على مجموعتين من 29 فتحة. قطع الألعاب عبارة عن عشر عصي صغيرة مع رأس ابن آوى أو رأس كلاب. لاعب واحد يأخذ خمسة رؤوس ابن آوى، والآخر يأخذ خمسة رؤوس كلاب. ربما كان الهدف من اللعبة هو البدء في نقطة ما على السبورة والوصول بكل الشخصيات إلى نقطة أخرى على السبورة. الفتحة الموجودة أعلى اللوحة أكبر قليلاً من الفتحات الأخرى ويتم قبولها كنقطة نهاية للاعبين.

## تعريف
هذه اللعبة معروفة أيضًا في بلاد ما بين النهرين والقوقاز.
انتشرت اللعبة في بلاد ما بين النهرين في أواخر الألفية الثالثة قبل الميلاد وكانت شائعة حتى الألفية الأولى قبل الميلاد. انتشرت اللعبة في بلاد آشور وإسرائيل والأناضول وبابل وبلاد فارس.
خلال الحفريات الأثرية، تم العثور على ألواح من بقايا مستعمرات التجار الآشوريين في وسط الأناضول والتي تعود إلى القرنين التاسع عشر والثامن عشر قبل الميلاد. هناك خيارات أن هذه الألواح تم إحضارها إلى الأناضول من بلاد ما بين النهرين من قبل التجار الآشوريين، أو من خلال الارتباط بين كبادوكيا ومصر.
ومع ذلك، كانت اللعبة «رائجة» في منطقة البحر الأبيض المتوسط والمناطق المحيطة بها، فقد حافظت على شكلها العام وقواعدها أينما لعبت.
تم اكتشاف أكثر من 68 لعبة من كلاب الصيد وجاكالز في الحفريات الأثرية في مناطق مختلفة، بما في ذلك سوريا (تل عجلون، رأس العين، خفاجي)، إسرائيل (بيسان، تل الجزر)، العراق (أوروك، نيبور، أور، نينوى، آشور، بابل)، إيران (تل سيلك، شوشان، لرستان)، تركيا (كارالهيوك، كولتيبي، أشيمويوك)، أذربيجان (متنزه جوبوستان الوطني) ومصر (بوهين، اللاهون، سدمنت الجبل).
تم العثور على حيوانات أخرى (خيول أو قطط أو طائر الباشق) في الجزء العلوي من الأوتاد، بالإضافة إلى الكلاب وابن آوى، ولكن لم يتم العثور على مثل هذه القطع في الشرق الأدنى حيث تم لعب هذه اللعبة من بداية الألفية الثانية حتى منتصف الألفية الأولى. تم ربط الرموز المصنوعة من العاج مع شق في الجزء العلوي في مجيدو بألعاب الطاولة. في هذا الموقع، تم الكشف أيضًا عن دبابيس مصنوعة من العاج مع رأس كلب أو رأس ابن آوى. تم العثور على عصي غير مزخرفة في أور.
تم اكتشاف أحد أمثلة كلاب الصيد وابن آوى في مقبرة ب في تل سيلك في إيران.
في أبريل 2018، اكتشف عالم الآثار والتر كريست من المتحف الأمريكي للتاريخ الطبيعي أمثلة من 58 حفرة في متنزه جوبوستان الوطني، أذربيجان. بعد فحص الملاجئ الصخرية ذات الأنماط المعقدة المنقوشة عليها، قام بتضمين هذه إحدى عينات كلاب الصيد وابن آوى. في خطابه في الاجتماع السنوي للمدارس الأمريكية للأبحاث الشرقية في نوفمبر، ربط كريست هذه العلاقة الوثيقة بالقول: «يجب أن يكون رعاة العصر البرونزي في تلك المنطقة على اتصال بعالم الشرق الأدنى. غالبًا ما كانت الألعاب القديمة تنتقل عبر الثقافات وكانت بمثابة مادة تشحيم اجتماعية».

## التشابه مع ألعاب الطاولة الأخرى
تتمتع كل من كلاب الصيد وابن آوى بخصائص مماثلة لألعاب الطاولة القديمة الأخرى. كلاب الصيد وابن آوى، عشرون مربعا أو لعبة أور الملكية وسينيت متشابهة؛ كلها ألعاب سباق للاعبين. بالمقارنة مع سينيت تم العثور على كلاهما في معبد ملك مصر ويرجع تاريخهما إلى الألفية الثالثة قبل الميلاد، كما تم استخدام العصي فيهما.
تم توزيع عشرين مربعًا على نطاق واسع إلى مناطق أخرى مثل إسرائيل والعراق وإيران وتركيا وسوريا وقبرص مثل ألعاب كلاب الصيد وابن آوى. بالإضافة إلى قواعد اللعب متشابهة: الشخص الذي يصل إلى نقطة النهاية يفوز باللعبة كما هو الحال في كلاب الصيد وابن آوى. يتم استخدام النرد أو الأحجار أو القطع الأخرى أيضًا في هذه اللعبة لتحديد من يجب أن يبدأ أولاً.